# Сан-Хосе-дель-Вальє
Сан-Хосе-дель-Вальє (ісп. San José del Valle) — муніципалітет в Іспанії, у складі автономної спільноти Андалусія, у провінції Кадіс. Населення — 4416 осіб (2010).
Муніципалітет розташований на відстані близько 460 км на південний захід від Мадрида, 46 км на схід від Кадіса.
На території муніципалітету розташовані такі населені пункти: (дані про населення за 2010 рік)
- Алькорнокалехо: 338 осіб
- Хігонса: 45 осіб
- Лос-Уронес: 2 особи
- Лос-Льянос: 37 осіб
- Ель-Пінто: 61 особа
- Сан-Хосе-дель-Вальє: 3908 осіб
- Темпуль: 25 осіб

## Демографія
Динаміка населення (INE ):

## Галерея зображень

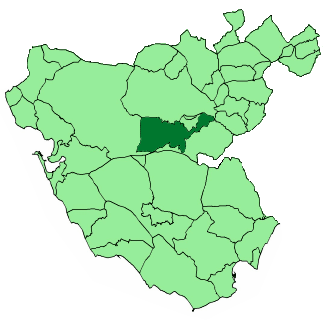
Розташування муніципалітету у провінції Кадіс
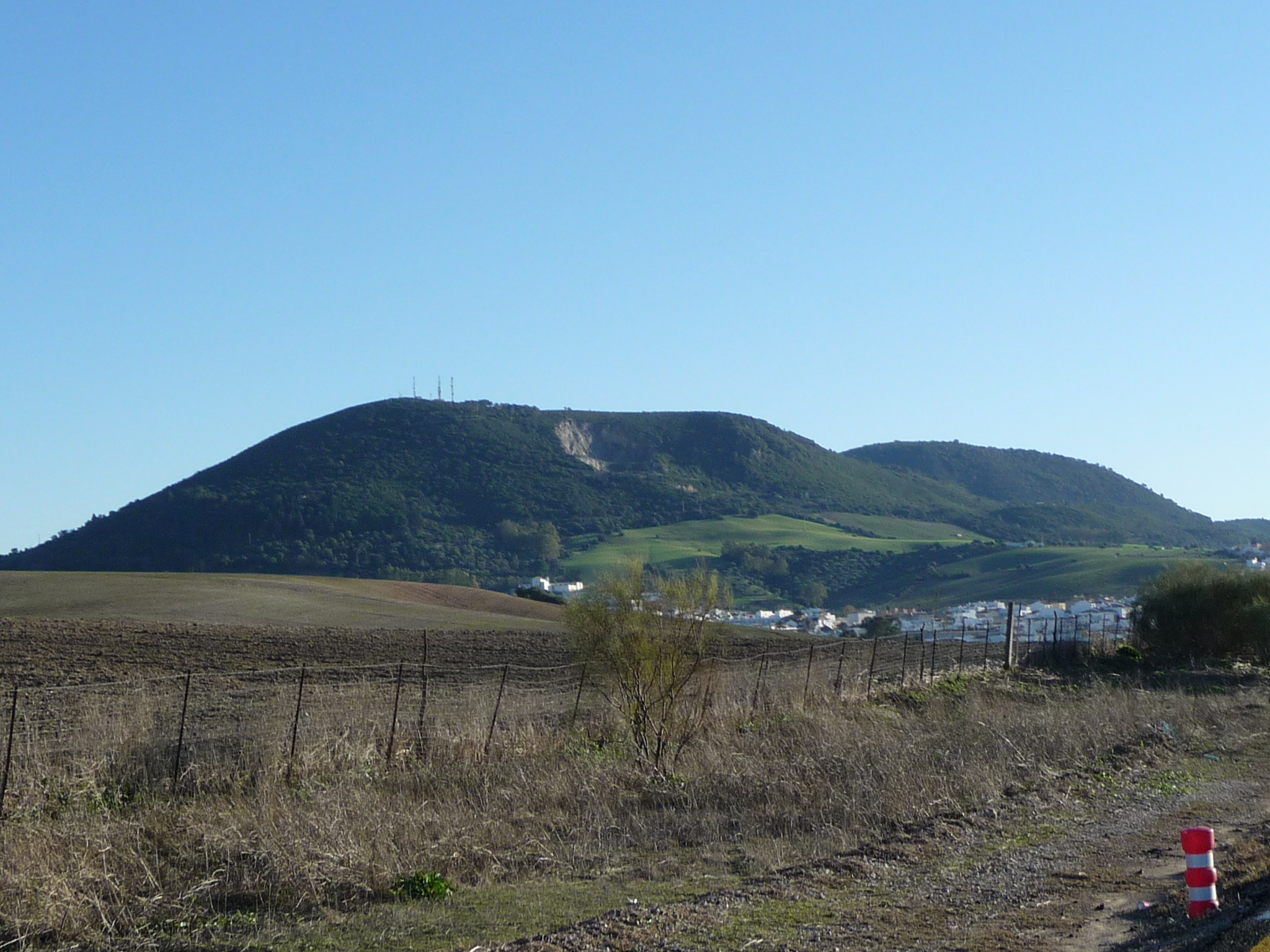
Сан-Хосе-дель-Вальє